# End-of-year Internationals
Die End-of-year Internationals (auf der Nordhalbkugel meistens als Autumn Internationals bezeichnet) sind eine jährlich stattfindende Serie von internationalen Test Matches in der Sportart Rugby Union, die größtenteils im November stattfinden. Es nehmen Nationalmannschaften der ersten, zweiten und gelegentlich auch der dritten Stärkeklasse teil. Der Verband World Rugby führte die Internationals im Jahr 2000 ein, um einen Ersatz für die teils monatelangen Touren zu bieten, die während der Amateur-Ära üblich waren.
Üblicherweise reisen Mannschaften aus der Südhemisphäre, Amerika und Asien nach Europa, um dort Spiele auszutragen. Jedes Team bestreitet in der Regel drei oder vier Test Matches, während besuchende Nationalmannschaften als Teil einer Tour manchmal auch gegen Vereine oder regionale Auswahlteams antreten. Oft tritt eine der großen Mannschaften der Südhemisphäre (Australien, Neuseeland oder Südafrika) im Rahmen einer „Final Challenge“ gegen die Barbarians an, üblicherweise im Twickenham Stadium in London. Die Ergebnisse sämtlicher Test Matches fließen in die World-Rugby-Weltrangliste ein. In Jahren, in denen Weltmeisterschaften stattfinden, fallen die Internationals üblicherweise aus.
Um den Monat Juni herum finden seit 2004 die Mid-year Internationals statt.

## Teilnehmende Mannschaften
Bisher nahmen folgende Mannschaften teil:
| - Argentinien - Australien - Barbarian FC - Belgien - Brasilien - Chile - Deutschland - England - Fidschi - Frankreich - French Barbarians - Georgien | - Irland - Italien - Japan - Kanada - Kenia - Namibia - Neuseeland - Māori All Blacks - Pacific Islanders - Portugal - Rumänien - Russland | - Samoa - Schottland - Schweiz - Simbabwe - Spanien - Südafrika - Südkorea - Tschechien - Tonga - Uruguay - Vereinigte Staaten - Wales |